# Купентин
Купентин (пол. Kupientyn) — село в Польщі, у гміні Сабне Соколовського повіту Мазовецького воєводства. Населення — 435 осіб (2011).

## Історія
Ймовірно, території були населені русинами ще за часів Київської Русі. Перша відома письмова згадка про селі датована 1415 роком.
За даними етнографічної експедиції 1869—1870 років під керівництвом Павла Чубинського, у селі переважно проживали римо-католики, меншою мірою — греко-католики, які здебільшого розмовляли українською мовою.
У 1975—1998 роках село належало до Седлецького воєводства.

## Демографія
Демографічна структура станом на 31 березня 2011 року:
|          | Загалом | Допрацездатний вік | Працездатний вік | Постпрацездатний вік |
| -------- | ------- | ------------------ | ---------------- | -------------------- |
| Чоловіки | 220     | 38                 | 150              | 32                   |
| Жінки    | 215     | 36                 | 113              | 66                   |
| Разом    | 435     | 74                 | 263              | 98                   |

## Відомі люди
- Генрик Яценюк[pl] (1923—2008) — ксьондз.